# Fatu Cama (Meti Aut)
Fatu Cama (Fatucama) ist eine Aldeia des osttimoresischen Sucos Meti Aut (Verwaltungsamt Cristo Rei, Gemeinde Dili). 2015 hatte die Aldeia 346 Einwohner.

## Geographie

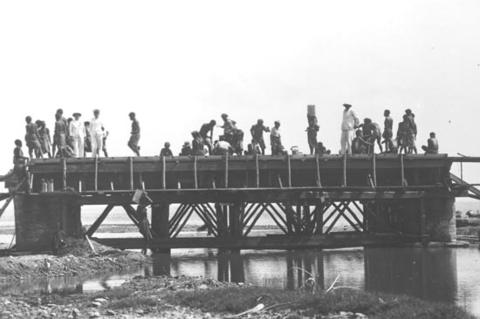
Brückenbau in Fatu Cama (1930er-Jahre)

Fatu Cama nimmt an der Küste der Bucht von Dili den Norden des Sucos Meti Aut ein. Ihren Namen hat die Aldeia nach dem Kap Fatu Cama an der Nordspitze, auf dem Dilis Wahrzeichen, der Cristo Rei steht. Im Süden grenzt Fatu Cama an die Aldeia Carungu Lau. Die von dort kommende Küstenstraße Avenida de Metiaut teilt sich kurz nach der Grenze in die am Ufer entlang laufende Avenida de Areia Branca und die ein Stück noch parallel im Landesinneren verlaufende Avenida 28 de Novembro, dir später in Richtung Hera führt. Hier geht der vom Süden in die Aldeia hineinreichende Stadtteil Bekaril in den Stadtteil Areia Branca über, der seinen Namen nach Dilis bekanntesten Stadtstrand hat. Nach einem kleinen Kap erreicht die Avenida de Areia Branca den Praia de Cristo Rei, an dem der Aufstieg zur namensgebenden monumentalen Jesusstatue beginnt. Unterhalb davon verbirgt sich eine kleine Kapelle im Fels. Die Ostseite des Kaps Fatu Cama gehört bereits zum östlichen Nachbarn der Aldeia, dem Suco Hera. Aus dem Kap Fatu Cama steigt eine Hügelkette entlang der Grenze zu Hera an bis zum Berg Cacusa (494 m).

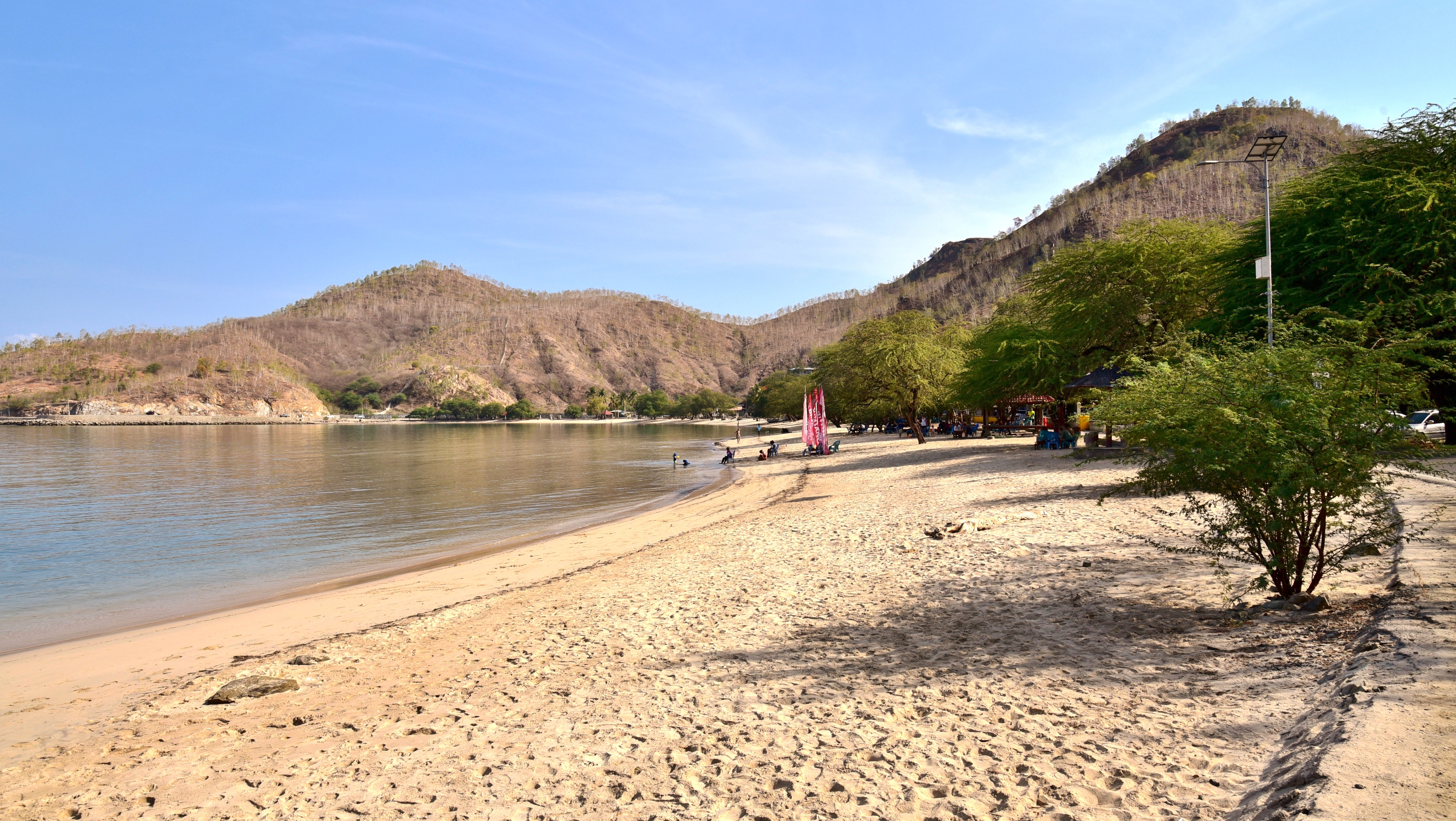
Der Strand Areia Branca
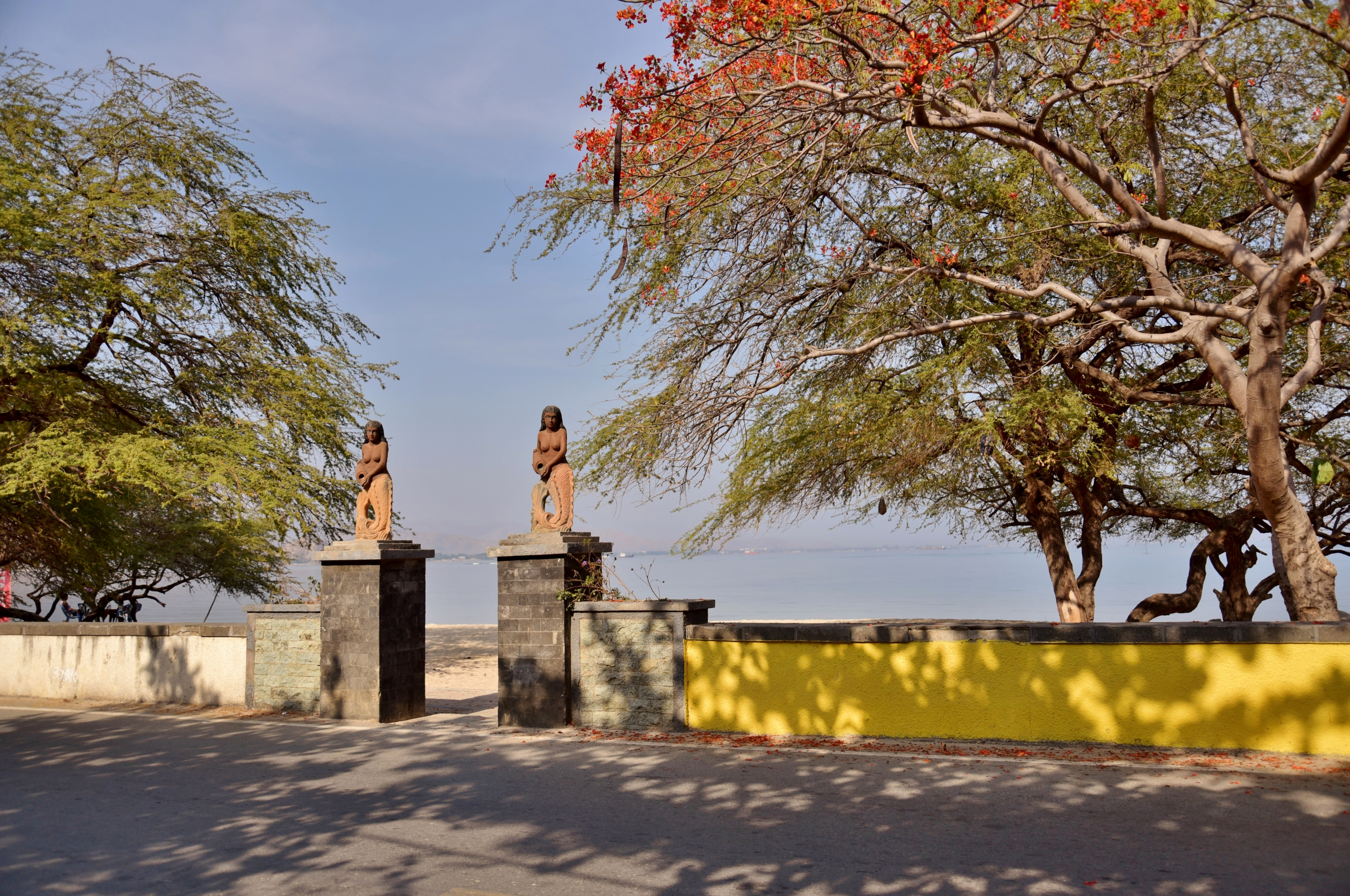
Der Eingang zum Strand
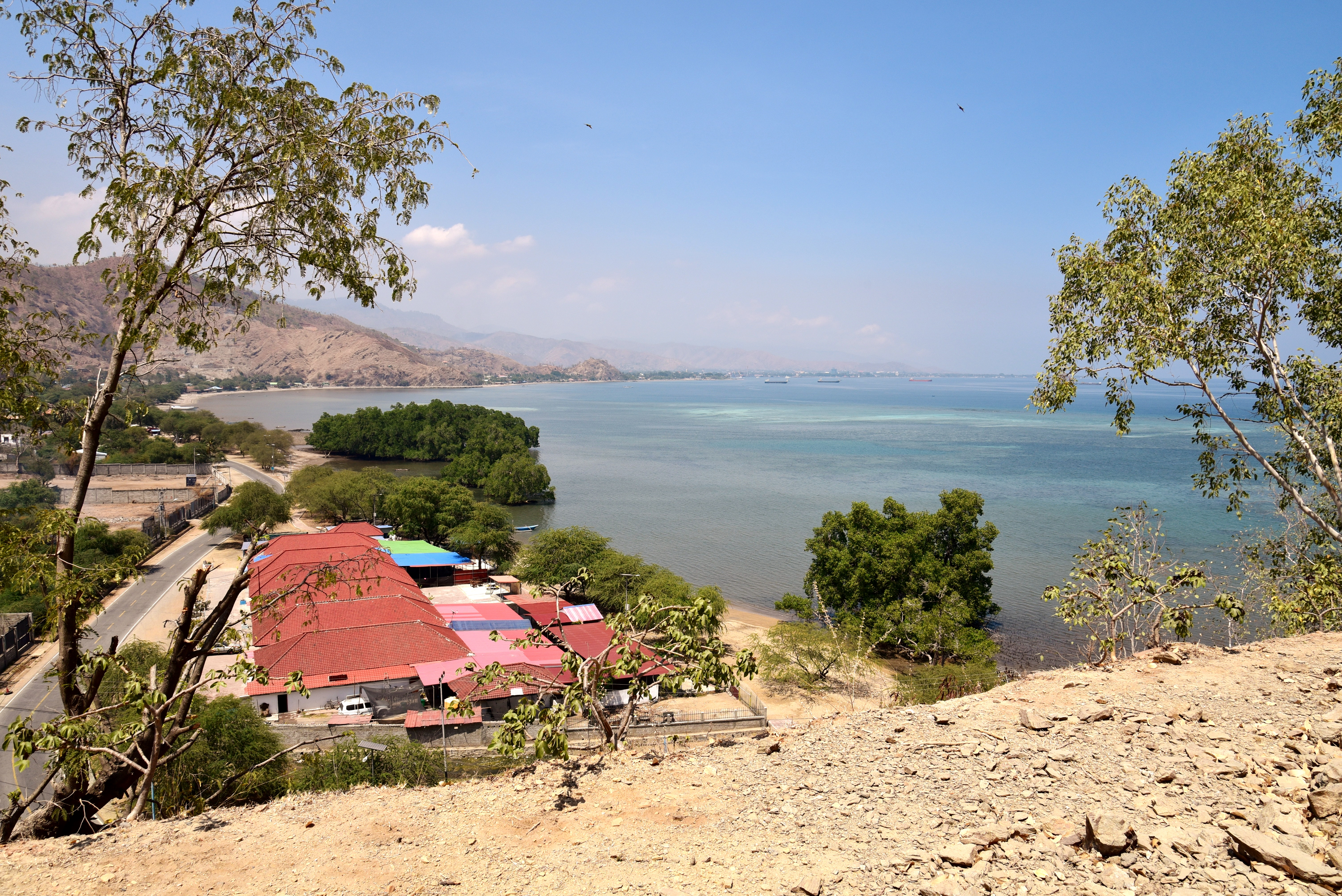
Südlich von Areia Branca
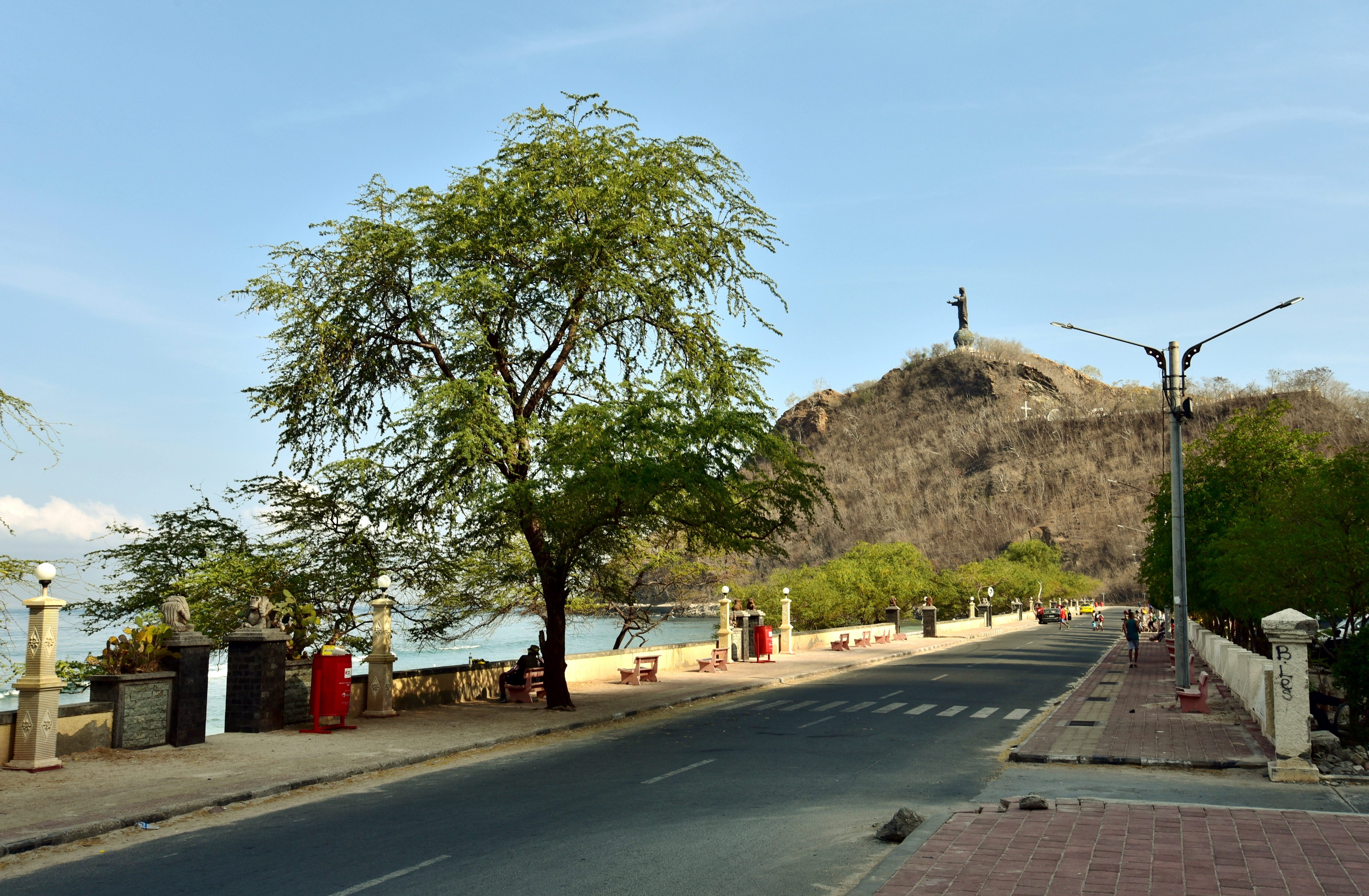
Praia de Cristo Rei

## Wildschutzgebiet
| Auf Timor und Wetar endemische Vogelarten im Gebiet des Areia Branca |
| Vogelart                                                             |
| Sundafruchttaube (Ducula rosacea)                                    |
| Temminckhonigfresser (Meliphaga reticulata)                          |
| Timorlederkopf (Philemon inornatus)                                  |
| Timorgerygone (Gerygone inornata)                                    |
| Orpheusdickkopf (Pachycephala orpheus)                               |
| Sundapirol (Oriolus melanotis)                                       |
| Macklot-Mistelfresser (Dicaeum maugei)                               |
| Sonnennektarvogel (Cinnyris solaris)                                 |
| Timor-Reisfink (Padda fuscata)                                       |

Zusammen mit ihrem Hinterland, das aus Hügeln mit Savanne und Feuchtgebieten besteht, und die Küste bis zum Ponta Séri Tútun, bildet das Wildschutzgebiet Areia Branca und eine Important Bird Area. Die Eukalyptusbaum-Art (Eucalyptus alba) bilden hier einige kleine tropische Trockenwälder (Eucalyptus alba savana), die aber durch das Sammeln von Brennholz bedroht sind. Zusammen mit den Gebieten von Tibar (Gemeinde Liquiçá), Tasitolu, Hera und Metinaro (alle in der Gemeinde Dili) bildet diese Region ein Netzwerk kleiner Feuchtgebiete.